# Sai Taku
Sai Taku (蔡 鐸) (4 janvier 1645 – 29 janvier 1725) aussi connu sous son nom de style japonais Shitahaku Ueekata Tenshō (志多伯 親方 天将), est un aristocrate et fonctionnaire du gouvernement du royaume de Ryūkyū.

## Biographie
Sai Taku naît à Kume le 4 janvier 1645. Son ancêtre est Cai Xiang, un érudit de la dynastie Song. Il prend part à la compilation du Rekidai Hōan, compilation officielle de documents diplomatiques du gouvernement royal. En 1697, il reçoit l'ordre de traduire en chinois le Chūzan Seikan (中山世鑑), un livre d'histoire officiel et le renomme Chūzan Seifu (中山世譜).
Sai Taku est aussi poète. Beaucoup de ses compositions sont incluses dans sa collection de poésie. Il a deux fils, Sai En (蔡淵) et Sai On(蔡温).

## Source de la traduction
- (en) Cet article est partiellement ou en totalité issu de l’article de Wikipédia en anglais intitulé « Sai Taku » (voir la liste des auteurs).